# Acta sobre la censura cinematogràfica de 1909
L'Acta sobre la censura cinematogràfica de 1909 és una Acta del Parlament del Regne Unit (9 Edw. VII c. 30). Va ser la primera primera legislació a Regne Unit que va regular concretament la indústria cinematogràfica. És coneguda a causa de haver proporcionat involuntàriament la base legal per a la censura de pel·lícules, portant a la creació del "British Board of Film Censors el 1912.

## Orígens
Durant el 1890s i 1900s, la majoria de projeccions de pel·lícules van tenir lloc a locals provisionals com fires, sales de música i botigues condicionades de forma improvisada. La pel·lícula estava feta de cel·lulosa altament inflamable amb una base de nitrat que combinada amb el llum de calci va portar a diversos focs fatals.
L'Acta de 1909 va especificar un codi estricte que va requerir, entre altres coses, que el projector estigués tancat dins d'un cos que resistís el foc. Totes les sales de cinema comercial (definit com a qualsevol negoci que rebia públic per veure pel·lícules a canvi de diners) va haver de passar per aquests controls. Per tal d'aplicar això a cada cinema va haver de ser inspeccionat i legislat per l'autoritat local. L'Acta va ser modificada el 1929 després del Desastre del Cienma Glen per tal de donar a les autoritats locals més poders per regular el número de sortides d'emergència i insistir en altres mesures de seguretat.

## Base legal de la censura
L'any següent, el propietari del Palau de Fotografia del Pont de Londres i el teatre Cinematograph, al sud de Londres, va ser perseguit després d'haver incomplert una condició de la llicència emesa per l'autoritat local per obrir en un diumenge (27 febrer 1910). A l'apel·lació el propietari del cinema va argumentar que la intenció de l'Acta de 1909 era senzillament per garantir la seguretat i que les autoritats no havien de tenir cap poder legal per modificar altres condicions de les llicències dels cinemes. L'autoritat local va guanyar l'apel·lació, el qual va establir el precedent que el propòsit de restriccions en una llicència de cinema no va haver de ser restringida per la prevenció de focs o incidents.
Després d'aquest cas, les autoritats locals arreu del país van començar a censurar el contingut de pel·lícules, utilitzant els poders que els donava l'Acta de 1909. Això preocupava a la indústria cinematogràfica ja que pensaven que les polítiques de censura els arruïnarien: sota aquest sistema ad hoc, els propietaris de les sales no tenia cap manera de saber la mida del seu mercat potencial (i.e. quantes autoritats permetrien o prohibirien la projecció), i els propietaris dels cinemes que es trobaven a àrees amb polítiques de censura estrictes patirien més financerament que aquelles dins de ciutats més liberals.
El resultat va ser la creació del British Board of Fil Censors al 1912, una empresa privada que examinava i certificava les pel·lícules segons criteris acordats nacionalment. El BBFC va ser finançat pels propietaris de les sales per tenir les seves pel·lícules van examinar. Els consells van començar per emetre llicències de cinema amb una provisió que declara que poden mostrar pel·lícules úniques que havien estat passat pel BBFC, més que censurar els filma.
Tot i que l'Acta sería eliminada, les seves condicions sobre el contingut que era apte a les pel·lícules seguien a la base legal que era regulada pel Regne Unit. Ocasionalment hi ha casos en els quals una autoritat local invalida una decisió del BBFC dins de la seva jurisdicció. El BBFC va rebre poders estatutaris per primer cop al 1985, quan va ser designat com a l'autoritat que classificava segons l'Acta d'Enregistraments de Vídeo del 1984, respecte els vídeos comercials enregistrats o venuts al Regne Unit. Aquests poders no afectaven però al teatre que era controlat legalment per les autoritats locals.